# Blekt gulmjöl
Blekt gulmjöl (Chrysothrix chrysophthalma) är en lavart som först beskrevs av P. James, och fick sitt nu gällande namn av P. James & J. R. Laundon. Chrysothrix chrysophthalma ingår i släktet Chrysothrix och familjen Chrysothricaceae.   Inga underarter finns listade i Catalogue of Life.
I den svenska databasen Dyntaxa används istället namnet Chrysothrix flavovirens för samma taxon.  Arten är reproducerande i Sverige.